# Everybody Else Is Doing It, So Why Can’t We?
Everybody Else Is Doing It, So Why Can’t We? ist das erste Studioalbum der irischen Rockband The Cranberries aus dem Jahr 1993.

## Entstehung und Veröffentlichung
Die Erstveröffentlichung von Everybody Else Is Doing It, So Why Can’t We? erfolgte am 1. März 1993 bei Island Records. Das Album erschien in seiner Originalausführung als CD, MC und limitierte LP mit zwölf Titeln (Katalognummern: 514 156-2/-4/-1). Am 21. Juni 2002 erschien eine remasterte CD-Ausführung mit sechs Bonustiteln (Katalognummer: 063 089-2). Am 19. Oktober 2018 erschien es erneut als LP-Ausführung (Katalognummer: 060256750577).
Geschrieben wurden die Lieder von den Cranberries-Mitgliedern Noel Hogan und Dolores O’Riordan, wobei O’Riordan drei Titel alleine schrieb. Für die Produktion zeichnete Stephen Street verantwortlich.

## Stil
Das Album beinhaltet eine eher ruhige, eingängige Mischung aus Pop und Rock sowie Einflüssen der Folklore ihrer irischen Heimat, mit der sich die Cranberries von damals dominierenden Rock-Genres wie Grunge bzw. Alternative Rock abgrenzten. Der Gesang von Sängerin Dolores O’Riordan war eher zurückhaltend und sanft, die Gitarrenarbeit von Neil Hogan erinnerte an den Stil von Johnny Marr von The Smiths. Dieser Mischung blieben die Cranberries auch auf den darauffolgenden Platten treu.
Nach dem Erfolg der zweiten Single Linger wurde Dreams erneut veröffentlicht. Es wurde ebenfalls ein Hit und später mehrfach von anderen Künstlern gecovert. Die chinesische Sängerin Faye Wong coverte den Song gleich zweifach: einmal auf Kantonesisch für das Album „Random Thoughts“ und einmal auch Mandarin für das Album „Sky“. Ersteres Cover wurde vom Regisseur Wong Kar-Wai für den Film „Chungking Express“ verwendet. Auch Dario G coverte den Song, darüber hinaus wurde Dreams im Soundtrack des Films „e-m@il für Dich“ eingesetzt.
Für das Cover des Albums war Andy Earl zuständig. Es zeigt die Musiker auf und vor einer Couch sitzend vor schwarzem Hintergrund.

## Titelliste
1. I Still Do (Noel Hogan/Dolores O’Riordan) – 3:16
2. Dreams (Hogan/O’Riordan) – 4:32
3. Sunday (Hogan/O’Riordan) – 3:30
4. Pretty (Hogan/O’Riordan) – 2:16
5. Waltzing Back (O’Riordan) – 3:37
6. Not Sorry (Hogan/O’Riordan) – 4:20
7. Linger (Hogan/O’Riordan) – 4:34
8. Wanted (Hogan/O’Riordan) – 2:07
9. Still Can't … (Hogan/O’Riordan) – 2:07
10. I Will Always (O’Riordan) – 2:42
11. How (O’Riordan) – 2:51
12. Put Me Down (Hogan/O’Riordan) – 3:32

## Rezeption
Von AllMusic und dem Rolling Stone erhielt Everybody Else Is Doing It, So Why Can’t We? je 4,5 und von Discogs 3,75 von 5 Sternen.

## Kommerzieller Erfolg

### Chartplatzierungen
Everybody Else Is Doing It, So Why Can’t We? avancierte zum Nummer-eins-Album im Vereinigten Königreich. Darüber hinaus erreichte es mit Rang neun die Top 10 in Neuseeland.
| ChartsChartplatzierungen       | Höchstplatzierung | Wochen |
| ------------------------------ | ----------------- | ------ |
| Deutschland (GfK)              | 18 (18 Wo.)       | 18     |
| Irland (IRMA)                  | 23 (36 Wo.)       | 36     |
| Vereinigte Staaten (Billboard) | 18 (136 Wo.)      | 136    |
| Vereinigtes Königreich (OCC)   | 1 (95 Wo.)        | 95     |

### Auszeichnungen für Musikverkäufe
| Land/Region                  | Auszeichnungen für Musikverkäufe (Land/Region, Auszeichnung, Verkäufe) | Verkäufe  |
| ---------------------------- | ---------------------------------------------------------------------- | --------- |
| Australien (ARIA)            | Platin                                                                 | 70.000    |
| Dänemark (IFPI)              | Gold                                                                   | 10.000    |
| Frankreich (SNEP)            | Gold                                                                   | 100.000   |
| Irland (IRMA)                | 3× Platin                                                              | 45.000    |
| Kanada (MC)                  | Platin                                                                 | 100.000   |
| Mexiko (AMPROFON)            | Gold                                                                   | 100.000   |
| Neuseeland (RMNZ)            | 2× Platin                                                              | 30.000    |
| Vereinigte Staaten (RIAA)    | 5× Platin                                                              | 5.000.000 |
| Vereinigtes Königreich (BPI) | 2× Platin                                                              | 600.000   |
| Insgesamt                    | 3× Gold · 14× Platin ·                                                 | 6.055.000 |

Hauptartikel: The Cranberries/Auszeichnungen für Musikverkäufe